# 水车前草
水车前草（学名：Ottelia alismoides）为水鳖科水车前属下的一个种，又名龙舌草

## 扩展阅读
- 維基物種上的相關：水车前草